# Richard James Horatio Gottheil
Richard James Horatio Gottheil (13 octobre 1862 — 22 mai 1936) était un orientaliste spécialisé en langues sémitiques et un sioniste juif américain. Né à Manchester, en Angleterre, il émigra aux États-Unis à 11 ans lorsque son père, Gustav Gottheil, accepta un poste de rabbin-adjoint à Temple Emanu-El, la plus grande synagogue réformée de New York. Il fut diplômé du Columbia College en 1881, avant de réaliser un doctorat à l'Université de Leipzig en 1886.
De 1898 à 1904, il assure la présidence de l'American Federation of Zionists, collaborant tant avec Stephen S. Wise qu'avec Jacob De Haas, qui furent ses secrétaires de direction. Bien que désireux de retourner à l'existence paisible d'un universitaire, Gottheil assista au second congrès sioniste à Bâle, établissant des relations avec Theodor Herzl et Max Nordau. Bien que considéré comme le père du sionisme américain, Gottheil n'assume qu'à contrecœur son rôle officiel, peu séduit par la publicité autour de ce titre, qui abaisse à ses yeux son rang de professeur. Ses discours sont brefs, et se limitent au strict nécessaire. Après son mandat, il disparaît pratiquement du mouvement sioniste, continuant toutefois à écrire et soutenir l'effort sioniste lui-même.
Après 1904, il est nommé vice-président de l'American Jewish Historical Society, rédigeant de nombreux articles sur des sujets orientaux et juifs. Il édite la Columbia University Oriental Series, et la Semitic Study Series, collaborant parallèlement à la Jewish Encyclopedia en 1901.
Parmi ses publications majeures :
- The Syriac grammar of Mar Elia Zobha (1887)
- Selections from the Syriac Julian Romance (1906)
- Zionism (1914)